# Chariesthes nigropunctata
Chariesthes nigropunctata är en skalbaggsart som beskrevs av Stefan von Breuning 1934. Chariesthes nigropunctata ingår i släktet Chariesthes och familjen långhorningar. Inga underarter finns listade i Catalogue of Life.